# Liście spichrzowe

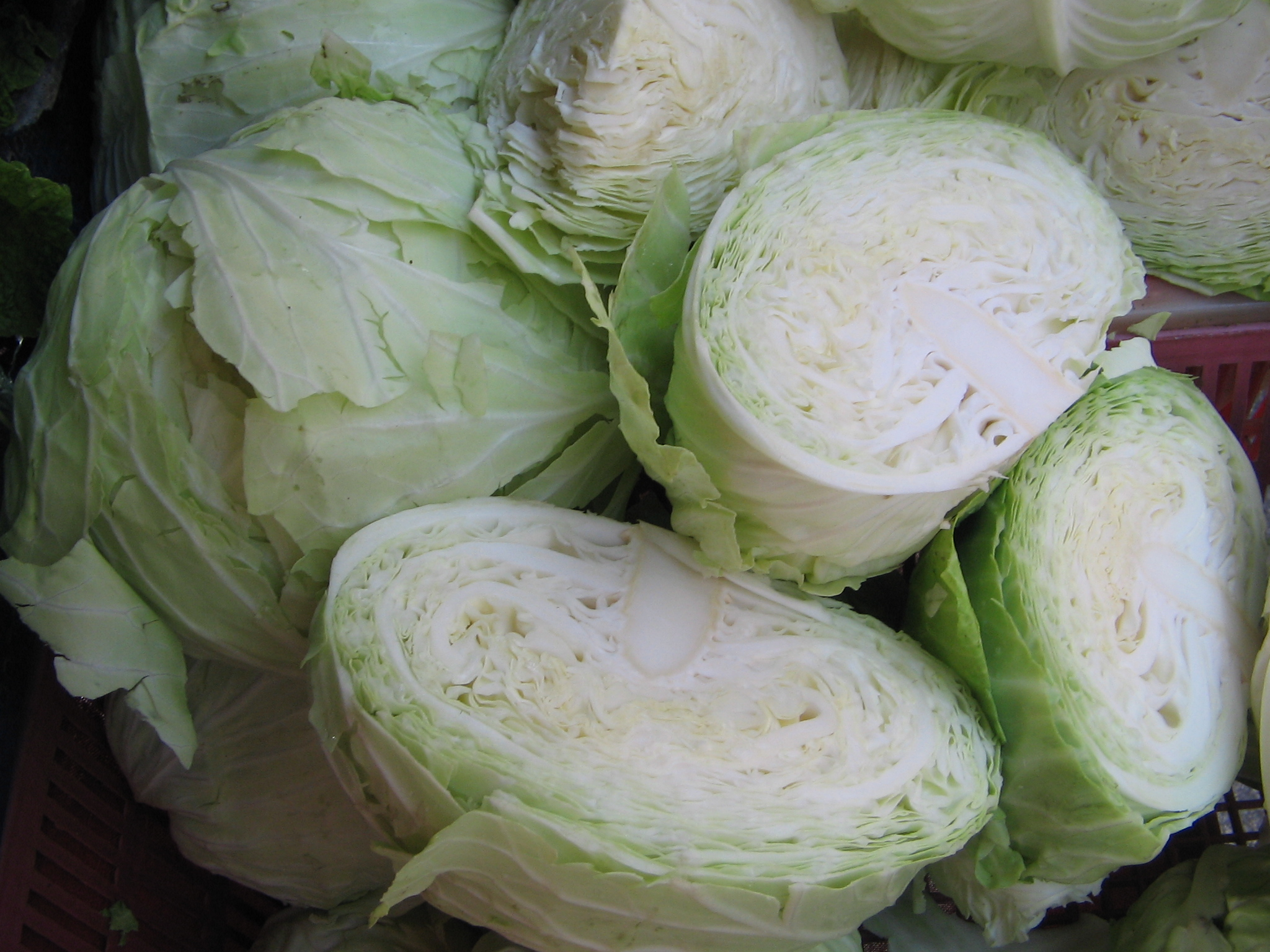
Liście spichrzowe u kapusty głowiastej

Liście spichrzowe – przekształcone liście przechowujące składniki pokarmowe. Takie liście występują np. w cebulach u bylin czy w główce kapusty warzywnej głowiastej. Pełnią funkcję organów spichrzowych. Charakteryzują się dużą grubością  i dobrze wykształconym miękiszem spichrzowym. Zazwyczaj nie posiadają ciałek zieleni, lub występują one tylko w zewnętrznej warstwie liści wystawionych na działanie słońca.